# 12 лютого
12 лютого — 43-й день року у григоріанському календарі. До кінця року залишається 322 дні (323 дні — у високосні роки).

## Свята і пам'ятні дні

### Міжнародні
- ООН: Міжнародний День Дарвіна.
- ООН: Міжнародний день дітей-солдатів.

### Національні
- Венесуела: День молоді.
- М'янма: День єдності.
- Чилі: День проголошення Незалежності. (Día de la Independencia) (1818)

### Релігійні

#### Християнство
- День Святого Бенедикта Аніанського (747—821).

Православ'я:
- Святителя Мелетія, архієпископа Антіохійського.
- Святителя Олексія, митрополита Київського і всієї Руси, чудотворця.
- Святителя Мелетія, архієпископа Харківського.
- Преподобної Марії, званої Марином, та батька її Євгенія.
- Святителя Антонія, патріарха Константинопольського.

## Іменини
✝  Католицькі:
✙ Православні: Мелетій, Олексій, Марія, Євгеній, Антоній.

## Події
- 1502 — оприлюднено указ королеви Кастилії Ізабели, яким заборонялося сповідувати іслам.
- 1541 — Педро де Вальдивія заснував нинішню столицю Чилі Сантьяго.
- 1832 — Еквадор анексував Галапагоські острови.
- 1852 — літературна легенда: Микола Гоголь спалює рукопис другого тому «Мертвих душ», яким був незадоволений.
- 1914 — перший політ літака «Ілля Муромець» (конструкції киянина Ігоря Сікорського) з 16 пасажирами на борту.
- 1918 — у Коростені Мала Рада УНР прийняла Володимирів Тризуб як великий і малий герб Української держави.
- 1921 — грузинські більшовики здійняли повстання проти демократичної республіки; через чотири дні радянські війська перейшли кордон Грузії.
- 1924 — Мумію Тутанхамона вийняли з гробниці через 15 місяців після її відкриття.
- 1924 — прем'єра «Блакитної рапсодії» Джорджа Гершвіна.

- 1931 — у присутності папи Пія XI та Гульєльмо Марконі розпочало мовлення Радіо Ватикану.
- 1936 — в Музеї українського мистецтва у Києві відкрилась перша виставка народного мистецтва України.
- 1939 — в автономному Закарпатті відбулися перші вибори до Сойму Карпатської України.
- 1946 — Вінстон Черчилль вперше промовив улюблену фразу всіх політиків: «No Comments».
- 1947 — Dior представив революційну колекцію New Look, що допомогла відтворити Париж як центр світу моди.
- 1949 — в Кіто, після загальної паніки, що виникла через трансляцію іспаномовної адаптації «Війни світів», натовп спалив радіостанцію і місцеву газету.
- 1960 — у Києві став до ладу перший український ядерний реактор (дослідницький ВВР-М в Інституті фізики АН УРСР — тепер в Інституті ядерних досліджень НАН України).
- 1991 — Верховна Рада Української РСР відновила Кримську Автономну Радянську Соціалістичну Республіку в межах території Кримської області у складі УРСР.
- 1992 — Україна встановила дипломатичні відносини з Латвією.
- 1992 — Демократична Соціалістична Республіка Шрі Ланка визнала незалежність України.
- 2002 — у Гаазі почався суд над Слободаном Милошевичем.

## Народились

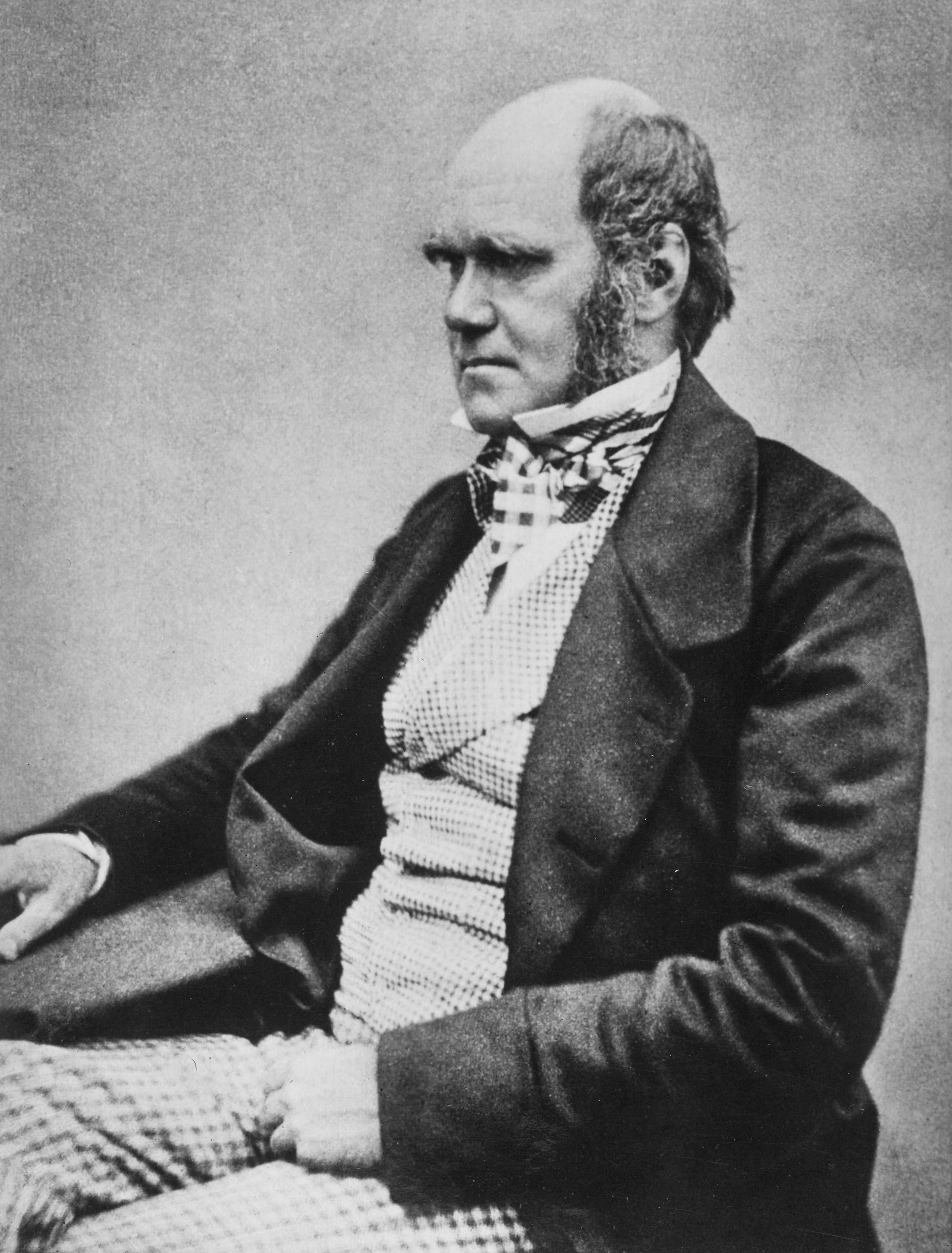
Чарлз Дарвін

Дивись також Категорія:Народились 12 лютого
- 1637 — Ян Сваммердам, голландський фізіолог, який відкрив червоні кров'яні тіла
- 1809 — Чарлз Дарвін, британський натураліст
- 1809 — Авраам Лінкольн, 16-й президент США (1861—1865 рр.).
- 1715 — Вільям Вайтгед, англійський поет та драматург. Поет-лавреат у 1757—1785 рр.
- 1835 — Анатолій Кралицький, церковний діяч, літератор-прозаїк, один із закарпатських «будителів» другої половини 19 століття.
- 1866 — Лев Шестов, український і російський філософ-екзистенціоналіст
- 1871 — Лесь Мартович, український письменник
- 1879 — Олена Реріх, дружина Миколи Реріха, автор релігійно-філософської системи «Жива етика»
- 1884 — Наталія Полонська-Василенко, українська історик, археолог, одна з провідних представників державницької школи в українській історіографії.
- 1885 — Микола Синельников, український актор, педагог, режисер.
- 1895 — Анатолій Петрицький, український живописець.
- 1896 — Енрік Монжо, іспанський скульптор.
- 1901 — Іван Сенченко, український письменник (†1975).
- 1904 — Юрій Мушак, український перекладач, педагог, літературознавець (†1973)
- 1908 — Жан Еффель, французький художник-карикатурист
- 1918 — Джуліан Швінгер, американський фізик-теоретик, один із засновників квантової електродинаміки, Нобелівський лауреат
- 1919 — Зеновій Кецало, український художник
- 1923 — Франко Дзефіреллі, італійський кіно- і оперний режисер
- 1932 — Василь Яременко, український літературознавець
- 1935 — Рей Манзарек, клавішник легендарної групи The Doors
- 1939 — Джо Дон Бейкер, американський кіноактор (знімався у фільмах про Дж. Бонда)
- 1945 — Мод Адамс, шведська кіноакторка
- 1947 — Бенуа Жако, французький кінорежисер
- 1950 — Майкл Айронсайд, американський кіноактор («Горянин-2», «Згадати все»)
- 1950 — Стів Геккетт, британський рок-гітарист, колишній учасник гурту «Genesis»
- 1963 — Клаудіо Амендола, італійський кіноактор
- 1980 — Крістіна Річчі, американська кіноакторка («Сімейка Адамсів»)

## Померли

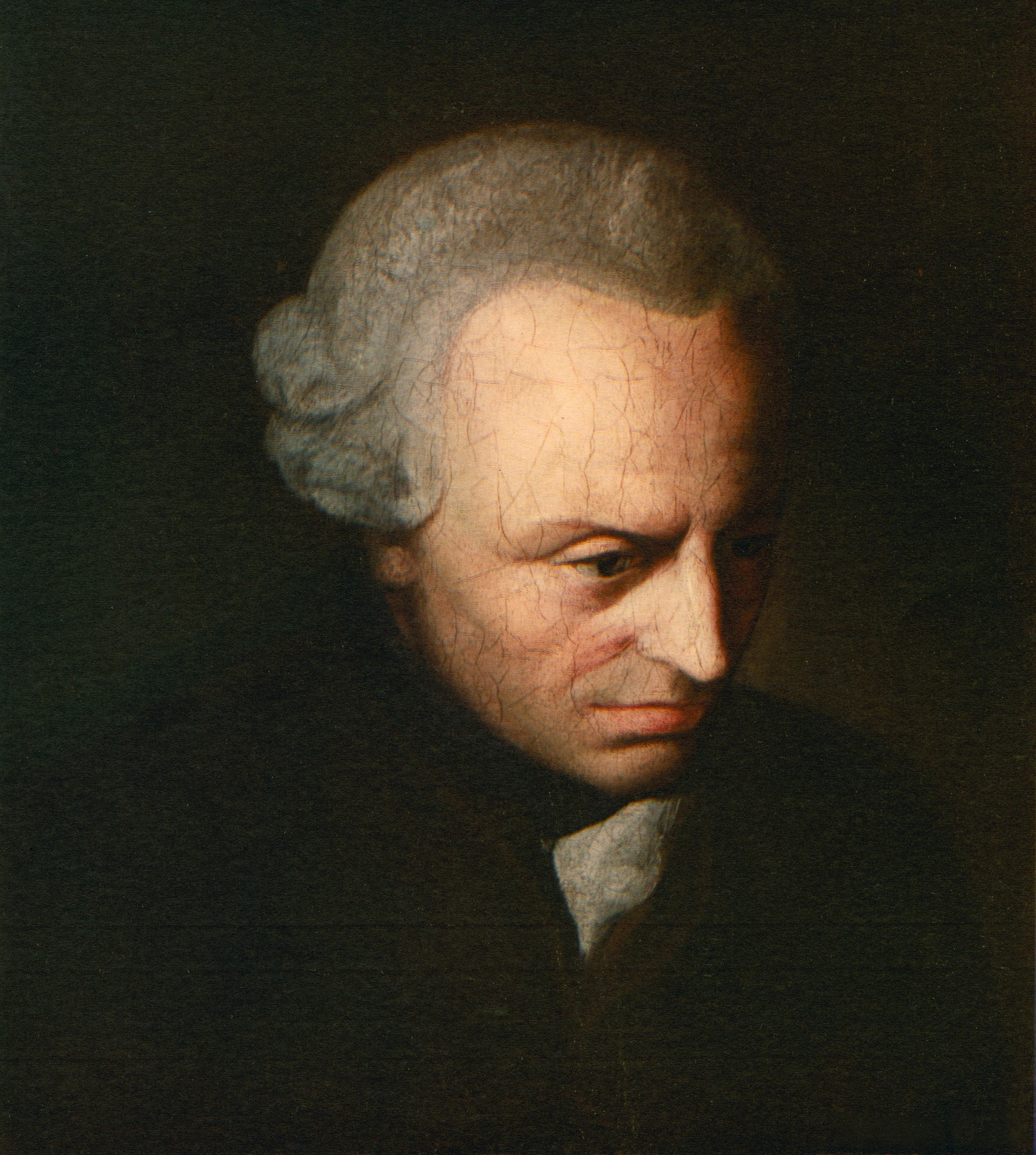
Іммануїл Кант

Дивись також Категорія:Померли 12 лютого
- 1627 — Карл I Ліхтенштейн, родоначальник княжого роду Ліхтенштейнів
- 1763 — П'єр Карле де Шамблен Маріво, французький драматург
- 1804 — Іммануїл Кант, німецький філософ
- 1938 — Карл фон Гуйн, австрійський військовик та урядник
- 1945 — Клим Савур, генерал-хорунжий, командир УПА
- 1947 — Курт Левін, німецький і американський психолог, один із творців так званої «групової динаміки»
- 1950 — Бернард Менінський (нар. Менушкін), британський художник українсько-єврейського походження, родом з Конотопу.
- 1954 — Дзиґа Вертов, український і радянський кінорежисер
- 1966 — Еліо Вітторіні, італійський письменник, критик, перекладач. Дослідник англійської, американської та іспанської літератур.
- 1979 — Жан Ренуар, французький кінорежисер, син художника
- 1984 — Хуліо Кортасар, аргентинський письменник і поет
- 1989 — Томас Бернгард, австрійський письменник та драматург (*1931)
- 2013 — Геннадій Удовенко, український дипломат і політик.
- 2017 — Ел Джерро, американський джазовий співак, семиразовий володар музичної премії «Греммі».
- 2019 — Гордон Бенкс, англійський футболіст, воротар.